# Павел Монцівода
Па́вел Монціво́да (пол. Paweł Mąciwoda; *20 лютого 1967, Величка, Польща) — польський басист, грає у гурті «Scorpions» з 2004 року.

## Дискографія
Scorpions
- 2004 — Unbreakable
- 2007 — Humanity: Hour I